# HD 206610 b
HD 206610 b (Naron) je ekstrasolarni planet koji kruži oko zvijezde K-tipa HD 206610, udaljenog otprilike 633 svjetlosne godine u zviježđu Vodenjak. 
Planet HD 206610 b naziva se Naron. Ime je odabrano zbog kampanje koju je Bosna i Hercegovina pokrenula na NameExoWorlds povodom obilježavanja 100. godišnjice Međunarodne astronomske unije (IAU). Naron je jedno od imena rijeke Neretve u Hercegovini koje potječe od Kelta, a nazvali su je Nera Etwa što znači tekuće božanstvo. Zvijezda koja je domaćin ekstrasolarnog planeta HD 206610 zove se Bosona, ime koje je teritoriju Bosne dato u 10. stoljeću.
HD 206610 je zvijezda, narančasti div, udaljen oko 482 svjetlosne godine, a pripada spektralnom tipu K. Njegov planet HD 206610 b, koji je otkriven 2009. godine, plinovit je div i nešto je masivniji od Jupitera. Naronu je potrebno je oko 1,8 Zemljinih godina za obilazak oko matične zvijezde od koje je udaljen 1,74 astronomske jedinice (jedna astronomska jedinica odgovara prosječnoj udaljenosti Zemlje od sunca).